# Timia hirtipes
Timia hirtipes är en tvåvingeart som beskrevs av Friedrich Georg Hendel 1908. Timia hirtipes ingår i släktet Timia och familjen fläckflugor. Inga underarter finns listade i Catalogue of Life.